# Nuestra Señora La Conquistadora
Nuestra Señora La Conquistadora, también conocida como Nuestra Señora del Amor Conquistador y popularmente como La Conquistadora, es una advocación mariana venerada en la Catedral basílica de San Francisco de Asís, en Santa Fe, Nuevo México. La imagen, una pequeña estatua de madera de aproximadamente 75 centímetros de altura, destaca por ser la primera Madona llevada a Estados Unidos.  
Una sociedad secreta, la Cofradía de La Conquistadora, se encarga de mantener, proteger y preservar tanto la imagen como sus pertenencias, siendo también responsable de conservar la capilla en la que se venera a la Virgen, situada en el transepto norte de la basílica. La talla es vestida por el sacristán o sacristana, quien tiene a su cargo el guardarropa, el cual incluye vestidos, velos, coronas, joyas y pelucas (generalmente los devotos supervivientes de cáncer donan su cabello para la confección de las pelucas que luce la imagen). Los trajes con los que se viste la estatua son elaborados y donados normalmente por fieles; los mismos suelen estar ricamente ornamentados así como presentar elaborados diseños (se estima que el total de trajes que conforman el vestuario de la Virgen ronda los 300). Tanto católicos como no católicos honran a La Conquistadora; la actriz Ali MacGraw encargó una pieza la cual fue exhibida en el Museum of Spanish Colonial Art de Santa Fe con motivo de una exposición sobre la imagen en 2010.
Los orígenes de la estatua resultan desconocidos, aunque la misma es fechable entre los siglos xv y xvii, siendo posible su llegada a América gracias a los españoles, quienes solían llevar consigo numerosas imágenes de la Virgen en sus viajes (existen testimonios de ejércitos que portaban estatuas de santos durante las batallas). Pese a que no se conoce la fecha exacta en que La Conquistadora llegó al Nuevo Mundo, la Madona fue trasladada a Nuevo México a través de la Ciudad de México por parte del sacerdote Fray Alonso de Benavides, llegando a Santa Fe el 25 de enero de 1626. Benavides dejó constancia de esta fecha en su diario, si bien la arquidiócesis suele emplear el año 1625 como fecha genérica, siendo La Conquistadora inicialmente conocida como Nuestra Señora de la Asunción. Cada nueva generación tenía por costumbre dar un nuevo nombre a la Virgen, con el actual otorgado por Diego de Vargas tras reclamar el área de Santa Fe doce años después de la rebelión de los indios en 1680 (de Vargas creía que La Conquistadora lo ayudaría en el campo de batalla, ofreciendo apoyo en la lucha contra los nativos americanos que controlaban la zona). La estatua recibiría otro título en 1992, cuando el arzobispo Robert Sanchez le otorgó el título de Nuestra Señora de la Paz con el fin, al parecer, de calmar las tensiones entre los españoles y los habitantes del Nuevo Mundo.
Con el fin de dar las gracias a la Virgen por sus favores, la segunda semana de septiembre se celebran las Fiestas de Santa Fe, en las cuales se ofician misas y novenas, siendo La Conquistadora llevada en procesión hasta la Capilla del Rosario.

## Historia

### Orígenes
Los orígenes de La Conquistadora constituyen un debate en la actualidad. Algunos eruditos opinan que la fecha de su creación es incierta, pero que la misma posiblemente se encuadra en el Renacimiento, entre los siglos xiv y xvii. La base para esta datación radica en el hecho de que la Virgen sostiene una imagen del Niño Jesús entre sus brazos, representación común de la Maestà, también conocida como Madona, muy popular en el Renacimiento, sobre todo entre artistas como Cimabue y Leonardo da Vinci. No obstante, La Conquistadora no siempre sujeta al Niño Jesús, además de que la procedencia del infante muestra un artista y un periodo de elaboración distintos al de la talla de la Virgen, por lo que ambas imágenes debieron ser unidas a causa de un determinado acontecimiento o por casualidad. 
La autora Jaima Chevalier descubrió información sobre la madera empleada en la elaboración de la imagen, lo que a su vez permitió aproximar la fecha de su creación mediante análisis dendrocronológicos efectuados por la Universidad de Arizona. En su libro, Chevalier reveló que Fray Angelico Chávez y Pedro Ribera-Ortega fueron extremadamente meticulosos al emplear técnicas modernas para datar la madera de la que se compone la talla. Adicionalmente, Chevalier demostró que la estatua fue elaborada con dos tipos de madera distintos, contribuyendo este hecho a dotar a su origen de una mayor ambigüedad.

### Nuevo México
Mientras los americanos se hallaban aún en proceso de ser colonizados, La Conquistadora fue llevada a Santa Fe desde la Ciudad de México por Fray Alonso de Benavides, siendo en este momento cuando se refirió a ella como Nuestra Señora de La Asunción, la cual asumió el papel de apoyo y consuelo para los nuevos colonos; este papel duraría poco tiempo, ya que la Virgen terminaría acompañando en sus viajes al futuro gobernador Diego de Vargas. Renombrada La Conquistadora, la imagen fue devuelta desde El Paso del Norte por de Vargas a medida que preparaba la reconquista de Nuevo México (llevando a la Virgen consigo, de Vargas esperaba que las tierras fuesen devueltas con el menor derramamiento de sangre posible).

## Descripción
La estatua mide aproximadamente 75 centímetros y suele estar adornada con una peluca de color castaño oscuro, a menudo cubierta por un velo largo. Debido a que la talla representa a la Virgen María, su atuendo suele ser de color azul, con un guardarropa compuesto por cerca de 300 trajes (incluyendo una capa de armiño, regalo de los esquimales residentes en Holy Cross, Alaska). El color del vestuario muestra variaciones, aunque predominan por lo general tonalidades azules y blancas con adornos dorados. A veces, la Virgen luce una corona de oro, posiblemente en alusión a la Asunción; en otras ocasiones, sin embargo, la imagen sostiene una pequeña talla del Niño Jesús (también porta de forma esporádica un rosario o un orbe y una cruz, mientras que durante el mercado indio anual de Santa Fe la talla es vestida con un atuendo nativo americano, incluyendo una manta).

## Festividad
Tras su regreso a Santa Fe en 1693, se popularizó un festival para celebrar la recuperación del estado, constituyendo esta fiesta de acción de gracias la celebración mariana más antigua de Estados Unidos. La Conquistadora es llevada en procesión desde la catedral hasta la Capilla del Rosario, donde se oficia una novena; tras el fin de la misma, la imagen es llevada de regreso a su templo y se da inicio a la Fiesta de Santa Fe, caracterizada por desfiles y mariachis. El evento más destacado de los festejos es la quema de Zozobra, un muñeco de 15 metros de altura diseñado por el artista Will Shuster, con cuya destrucción desaparecen simbólicamente los problemas y preocupaciones del año pasado.